# Groupe SNF
 (décembre 2020).
Cet article concerne la société de chimie française. Pour les articles homonymes, voir SNF.
SNF est un leader mondial de la science de l'eau dont tous les produits contribuent soit à traiter, recycler, préserver l’eau, soit à économiser l’énergie et réduire l'empreinte carbone ,,.
Pionnier de la chimie douce, le groupe est présent de longue date sur tous les continents, employant 8150 personnes dont 1500 en France. 
Le groupe est leader mondial des polyacrylamides avec une capacité de 1325 kt/an de polymère actif. Ces polymères hydrosolubles sont employés comme coagulants, floculants dans la séparation solide/liquide pour le recyclage de l'eau, comme modificateurs de rhéologie et comme réducteurs de friction. Ces fonctionnalités trouvent de nombreuses applications partout où l'eau est utilisée, dans la fabrication d’eau potable, le traitement des eaux résiduaires, la récupération assistée du pétrole, les mines, le papier, l’agriculture, le textile et la cosmétique.
Le groupe SNF est présent dans plus de 50 pays et fabrique dans 21 usines en Europe, en Asie, en Australie et aux Amériques. Le siège social se situe à Andrézieux-Bouthéon dans la Loire à 15 km de Saint-Étienne (Auvergne-Rhône-Alpes). SNF a des clients dans 140 pays et fournit des produits pour une grande diversité d’industries. SNF fait partie des plus grandes sociétés de chimie en France.